# 理工環境科
理工環境科（りこうかんきょうか）は、環境・バイオ化学などの基本的な知識と技術を修得させる学科。工業科の専門科目のうち、「化学基礎」、「環境問題」などを中心に学習し、化学分析等の基礎基本を学ぶ。
2006年に東京都立杉並工業高等学校で開設された、全国でもこの高校だけ設置されている学科である。